# Intrusió

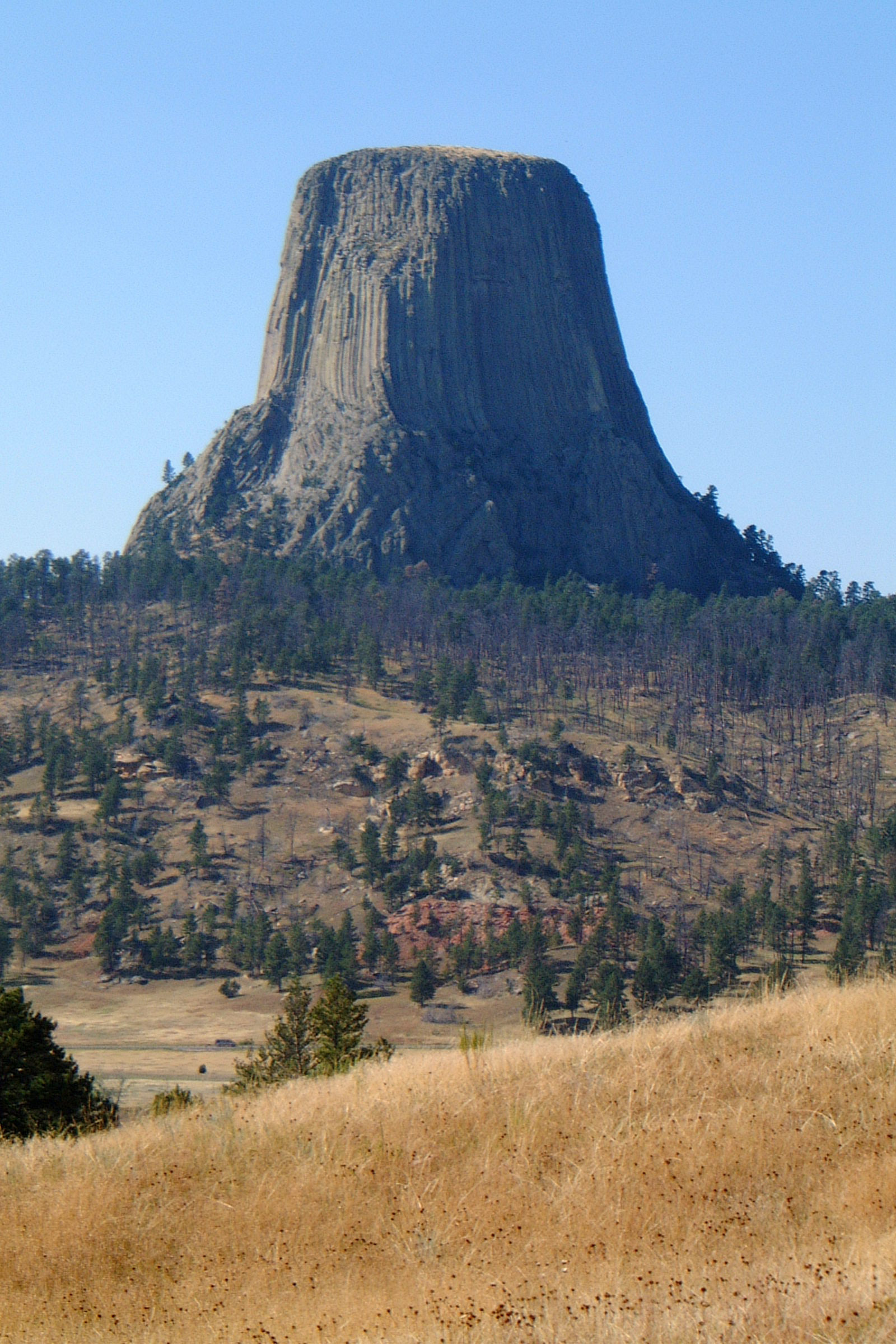
El pic de Devils Tower, a Wyoming (Estats Units), és una intrusió ígnia exposada quan s' erosionà la roca més tova que l'envoltava.

En geologia, una  intrusió és un cos de roca ígnia que ha cristal·litzat a partir d'un magma ubicat sota la superfície terrestre. Els cossos de magma que es solidifiquen subterràniament abans que surtin a la superfície es diuen plutons, anomenats així per Plutó, el déu romà de l'inframon. Les roques d'aquest tipus són les roques plutòniques ígnies o roques intrusives ígnies, en contrast amb les roques extrusives.

## Tipus estructurals
Les roques intrusives existeixen en un ampli rang de formes, des batòlits de la mida de muntanyes fins prims filons fracturats d'aplites. Les estructures intrusives es classifiquen segons tinguin o no estrats paral·lels o foliacions a la roca de la qual sorgeixen: si la intrusió és paral·lela, el cos és  concordant , mentre que si es talla al llarg de la roca és  discordant . Entre els tipus estructurals s'inclouen:
- batòlits: grans intrusions discordants irregulars.
- dics: cos tabular discordant relativament estret, sovint amb traces verticals.
- sills: cos tabular concordant relativament prim intrusiu al llarg d'estrats.
- colls volcànics: cos vertical amb forma circular o de tub que ha estat alimentada per un filó de roca volcànica.
- lacòlits: cossos concordants amb la base essencialment plana i de forma de dom a la superfície.
- lopòlits: cossos concordants amb una punta relativament plana i de base convexa com una cullera.
- facòlits: plutó concordant en forma de lent que ocupa la cresta d'un anticlinal.